# Podolí (tvrz)
Tvrz Kobylků v Podolí – renesanční stavba z r. 1551 v Podolí (část Mohelnice), se nachází přibližně 2 km západně od centra Mohelnice.

## Historie
Podolí, původně ves, dnes místní část města Mohelnice, se poprvé připomíná r. 1381, kdy byla rozdělena na několik dílů, z nichž jeden patřil k bouzovskému panství pánů z Vildenberka, kteří se pak v první polovině 15. století zmocnili celé vsi. Před r. 1551 získalo Podolí olomoucké biskupství. V r. 1551 tehdejší biskup Jan XVI. Dubravius (1541–1553) dal ves do užívání mírovskému hejtmanovi Jindřichu Kobylkovi z Kobylího. Ten si se svou manželkou Annou z Kojetína vybudoval ještě téhož roku v Podolí tvrz, hospodářský dvůr a pivovar. Tvrz byla podle urbáře mírovsko-svitavského panství z r. 1581 ceněna na 500 zl. Dodnes je nad oknem zachován původní erb Kobylků z Kobylího, právě s datem r. 1551. Kobylkové někdy na přelomu 16. a 17. století získali podolský statek do dědičného držení. Po Bílé hoře byl Kobylkům majetek zkonfiskován. Koupil ho biskup František z Ditrichštejna (1599–1636) a připojil ho natrvalo k mírovskému panství.
V renesanční podobě se dochovala podolská tvrz dodnes, což z ní činí vzácnou památku. Jde o patrovou budovu obdélníkového půdorysu se sedlovou střechou a s hladkou fasádou. Někdejší rytířské sídlo připomíná kamenný znak Kobylků z Kobylího, umístěný nad oknem v průčelní stěně. Na budově jsou dochované zbytky renesančních sgrafit a dokonce velmi cenné zbytky gotické omítky, která se v této podobě v Česku zachovala už jen na Pražském hradě. V nemovitosti se dále nachází roubená, asi 7 m hluboká studna. V prvním patře se ve dvou místnostech dochovaly velice vzácné renesanční fresky.
Celá tvrz však není doposud archeologicky prozkoumána, zejména zasypané sklepy, chodby apod.
V roce 2004 byly provedeny některé stavební práce – statické zajištění budovy, nový krov, římsa, věnec a oprava kleneb. Opravu tvrze řídil ve spolupráci s památkovým ústavem vlastník nemovitosti.
Studie počítá s budoucím komerčním využíváním.

### Galerie

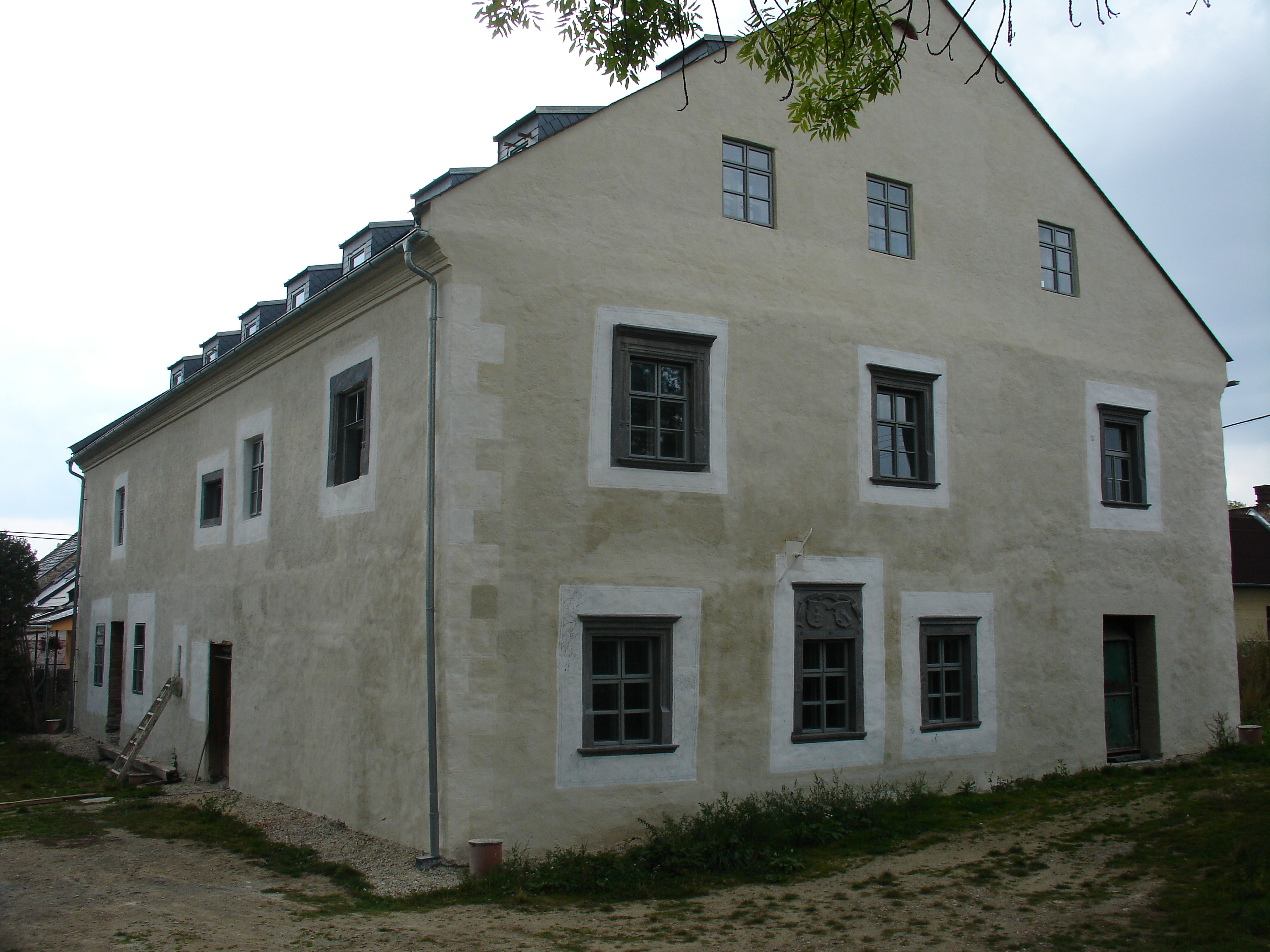
Pohled ze severovýchodu (2008)
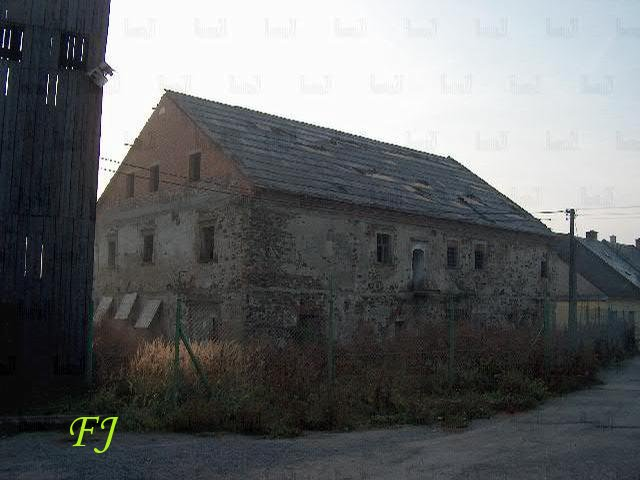
Stav na počátku roku 2008
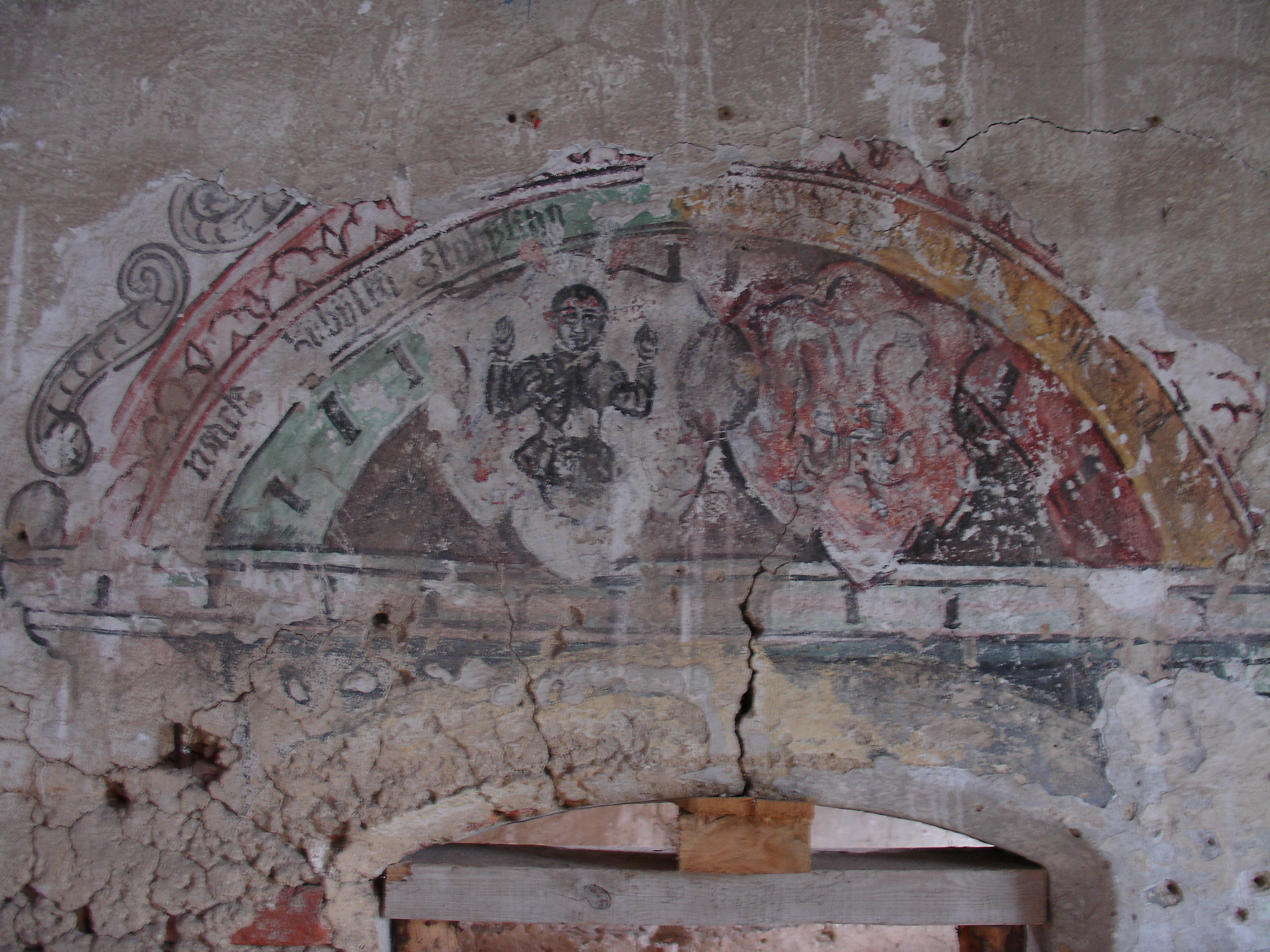
renesanční freska v patře (2008)
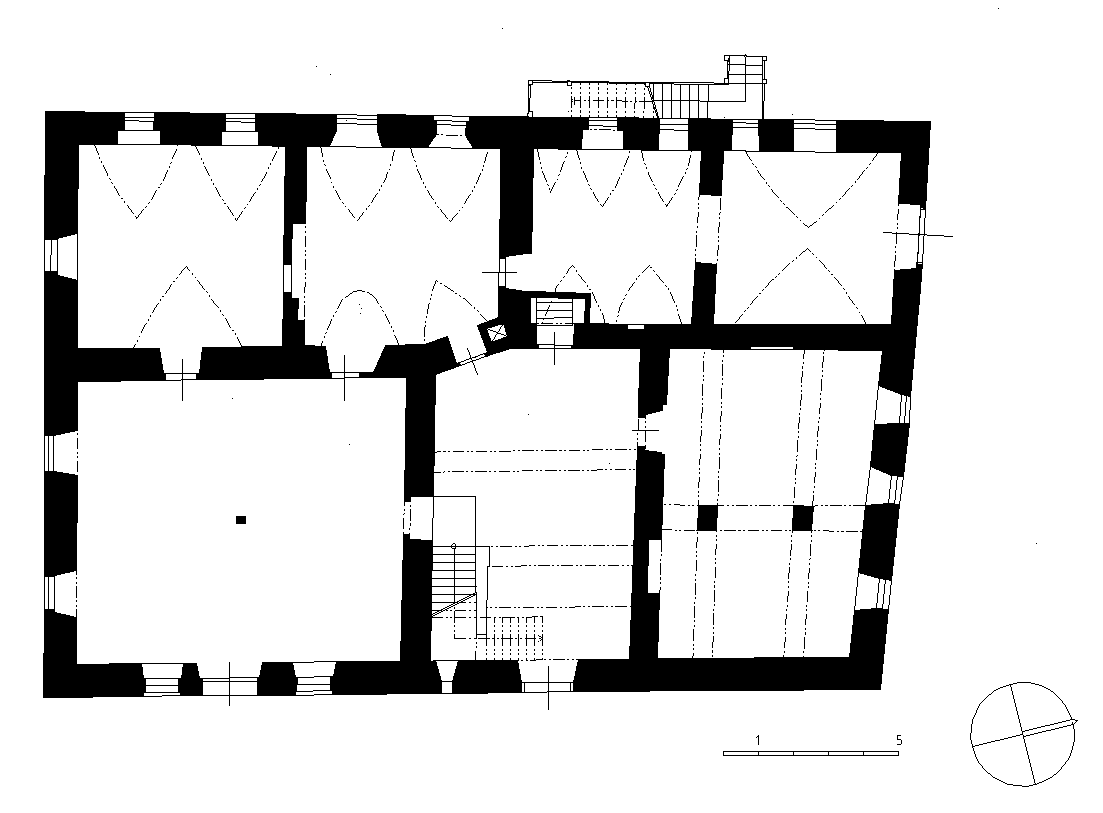
Půdorys přízemí